# Werner Meyer (Historiker, 1886)
Werner Robert Julius Alexander Meyer (* 3. Julijul. / 15. Juli 1886greg. in Reval; † 1959 in Potsdam) war ein deutscher Gymnasiallehrer, Ministerialrat und Hochschulprofessor für neuere Geschichte.

## Leben

### Bildung und Ausbildung
Nach dem Abitur im Juni 1905 am Nikolai-Gymnasium in Reval studierte Werner Meyer ab dem Wintersemester 1906/07 in Königsberg. Er belegte die Studienfächer Deutsch und Geschichte sowie Erdkunde an der Königlichen Albertus-Universität. Das Studium unterbrach er im September 1908 für zwei Jahre, um als Hauslehrer in seiner Geburtsstadt tätig zu werden, und setzte es in der preußischen Königlichen Haupt- und Residenzstadt bis Ende des Wintersemesters 1910/11 fort. Von Königsberg zog es ihn Ostern 1911 in die Universitäts- und Hansestadt Greifswald und er immatrikulierte sich dort. An der Universität Greifswald  promovierte er 1912 mit einer Arbeit über „Stilistische Untersuchungen zur Livländischen Reimchronik“ zum Dr. phil. Sein Doktorvater war Professor Gustav Ehrismann (1855–1941). Zu seinen akademischen Lehren gehörten der Geograph Friedrich Gustav Hahn, die Historiker Otto Krauske, Felix Carl Rachfahl, Franz Rühl und Albert Werminghoff in Königsberg sowie in Greifswald Ernst Bernheim, Walter Otto, Heinrich Ephraim Ulmann  und der Kunsthistoriker Max Semrau sowie der germanistische Mediävist Gustav Ehrismann.
Meyer gehörte seit seinem Studium der Burschenschaft Arminia Königsberg und der Burschenschaft Arminia Greifswald (beide im Allgemeinen Deutschen Burschenbund) an.
Die staatliche Lehrerprüfung legte Meyer im März 1913 in St. Petersburg „mit Auszeichnung“ ab. Im Juni 1914 wurde er Oberlehrer an der „Katharinenschule“ in der Hauptstadt des Russischen Kaiserreiches. Die deutschsprachige Katharinenschule war ein Gymnasium bei der lutherisch-evangelischen Katharinenkirche in Sankt Petersburg. Am 25. August desselben Jahres wurde ein Erlass des zaristischen Bildungsministeriums Russlands verabschiedet, wonach der Unterricht aller Fächer in den Schulen der evangelisch-lutherischen und reformierten Kirchen ab Beginn des Schuljahres 1914/1915 insgesamt nur noch in russischer Sprache erteilt werden durfte.

### Gefangenschaft im Ersten Weltkrieg
Das Unterrichten auf Russisch wurde für den deutsch- und russischsprechenden Oberlehrer Meyer nicht zum Problem, bald darauf jedoch seine preußische Staatsangehörigkeit. Er zählte als Deutscher mit seiner Familie während des Ersten Weltkrieges zu den Angehörigen eines Feindstaates und wurde im zaristischen Russland in Sibirien interniert. Nach seiner Freilassung 1918 unterrichtete Meyer wieder als Oberlehrer, nun jedoch an einem städtischen Oberlyzeum in Dorpat und er stand zeitweilig im Dienst des deutschen Armee-Oberkommandos 8, Abteilung Schulwesen. Danach siedelte er mit seiner Familie nach Deutschland um und kam über Berlin nach Potsdam.

### Gymnasiallehrer in Potsdam
Seit dem 1. Oktober 1920 wirkte er zunächst als Lehrer auf Probe am Realgymnasium in Potsdam, bis er nach deutschen Gesetzen als Studienrat tätig sein konnte. Seine Arbeitsstelle befand sich in der damaligen Kaiser-Wilhelm-Straße 30 unter Oberstudiendirektor Albert Wüllenweber (1875–1956), ab dem Schuljahr 1920/21 bis zu dessen Pensionierung 1937. Aus dem Realgymnasium wurde unter Oberstudiendirektor Karl Schröder die „Städtische Oberschule für Jungen“, während die Oberschule für Jungen, Am Kanal 66 gelegen, unter Oberstudiendirektor Friedrich Wilmsen den Namen „Wilhelm-Frick-Schule“ bekam, einem Nationalsozialisten und damaligen Ehrenbürger von Potsdam.
Werner Meyer war von den Nationalsozialisten für die Entlassung als Studienrat vorgesehen. Er verteidigte sich jedoch so geschickt, dass seine Entlassung rückgängig gemacht wurde und er Lehrer an der Potsdamer städtischen Oberschule bleiben konnte.
Nach dem Zweiten Weltkrieg wurde aus dem ehemaligen Realgymnasium die Einsteinoberschule, welche 1950 aus politischen Gründen geschlossen wurde und heute als Einstein-Gymnasium Potsdam fortbesteht.

### Regierungsrat/Ministerialrat in der Brandenburger Landesregierung
Im ersten Kabinett von Ministerpräsident Karl Steinhoff war er Regierungsrat in der Provinzverwaltung. Im späteren Land Brandenburg wurde er Ministerialrat im Ministerium für Volksbildung, Wissenschaft und Kunst.
Auf Empfehlung des verantwortlichen Bildungsoffizier der SMA, P. S. Oreschkow für die Provinz Mark Brandenburg erhielt Meyer diese Position in der Provinzialverwaltung Brandenburg in der Sowjetischen Besatzungszone (SBZ). Er übte die Verwaltungstätigkeit auf dem Gebiet der Volksbildung unter dem brandenburgischen Minister für Volksbildung, Wissenschaft und Kunst, Fritz Rücker, zuletzt unter dem Titel „Ministerialrat“ aus. In seinem Arbeitsgebiet befasste er sich unter anderem mit der Dienstaufsicht über die Heranbildung neuer Lehrer. Nach Gründung der Landeshochschule Brandenburg im Jahre 1948 wurde Meyer vom Volksbildungsminister Fritz Rücker zum Professor mit vollem Lehrauftrag für neuere Geschichte berufen. Zugleich wurde Professor Meyer Dekan der Pädagogischen Fakultät der Brandenburgischen Landeshochschule.

### Herkunft und Familie
Er war der Sohn des deutsch-baltischen Fotografen C. E. Meyer, der ein Atelier in der heutigen Hauptstadt Estlands besaß, und seiner Ehefrau E(r)lwine, geborene Erdmann. Der Porträtfotograf Carl Eduard Meyer stellte u. a. Atelierfotos von Erwachsenen und Kindern her.
Im Alter von nahezu 28 Jahren heiratete Werner Meyer am 9. Juni 1914 seine Verlobte, die Lehrerin Edith Marie Adelheid Schulz. Aus der Ehe gingen mehrere Kinder hervor, darunter zwei Töchter, Ilse (* 1915) und Karin (* 1919). Der Sohn, Hans Werner, genannt Hanno, wurde im Oktober 1920 in Potsdam geboren.

## Bearbeiter und Autor von Veröffentlichungen (Auswahl)
- Stilistische Untersuchungen zur livländischen Reimchronik, 1912[18]
- Revolution und Kaiserreich 1789–1815, 1948[19]
- Schicksalsjahr 1848, 1948[20]
- Vormärz. Die Ära Metternich 1815–1848, 1948[21]

## Auszeichnung
Als Zeichen der Anerkennung seiner Verdienste wurde Werner Meyer anlässlich seines 70. Geburtstages am 15. Juli 1956 mit dem Vaterländischen Verdienstorden in Bronze von Wilhelm Pieck in dessen Amtssitz Schloss Schönhausen ausgezeichnet. Die Ehrung erfolgte mit dem ausdrücklichen Hinweis auf seine frühere Professur an der Historisch-philologischen Fakultät der Pädagogischen Hochschule in Potsdam.